# Pachytrema sanguineum
Pachytrema sanguineum är en plattmaskart. Pachytrema sanguineum ingår i släktet Pachytrema och familjen Pachytrematidae. Inga underarter finns listade i Catalogue of Life.